# Маришкіно
Село Маришкіно входить до складу Міського поселення Воскресенськ. Станом на 2010 рік його населення становило 371 людину.

## Розташування
Село розташовано на північний схід від Воскресенська, на березі Москви-ріки. Найближчі населені пункти Чемодурово, Констатіново, Городище.

## Освіта
У селі Маршкіно знаходиться середня загальноосвітня школа «Гармонія»
https://web.archive.org/web/20131019084426/http://www.vosgoradmin.ru/education/edu/